# Silvia Rinaldi
Silvia Rinaldi (Roma, 12 aprile 1977) è una schermitrice italiana, specializzata nella spada. Ha vinto una medaglia di bronzo ai Campionati europei di scherma.

## Palmarès

### Risultati élite
In carriera ha ottenuto i seguenti risultati:
Europei
Individuale
A squadre
- Bronzo nella spada a Bourges 2003

### Risultati giovani
Europei giovani
Individuale
- Bronzo nella spada a Cracovia 1994

A squadre